# Suora in preghiera
La Suora in preghiera (in svedese: Knäböjande nunna, "Monaca inginocchiata") è un dipinto a olio del pittore svedese Martin van Meytens, oggi conservato al museo nazionale di Stoccolma. Si tratta di un doppio quadro dipinto sul rame che da un lato raffigura una monaca mentre prega, ma che presenta un'immagine sacrilega ed erotica sul retro.

## Descrizione
Il quadro raffigura una giovane monaca, apparentemente innocente, che sta pregando mentre è inginocchiata su un genuflessorio. Al di sopra dell'inginocchiatoio sono presenti una coperta rossa e un libro di preghiere aperto. In un attimo di distrazione, la monaca si volta alla propria sinistra e sorride: dietro delle sbarre, infatti, si trova una religiosa più vecchia che osserva la giovane.
Per comprendere davvero il significato del quadro occorre vedere il secondo dipinto sul retro. Il rovescio mostra la stessa monaca di schiena, ma la sua veste è sollevata al di sopra della cintura, esponendo le sue natiche allo spettatore, che in questo caso corrisponde all'anziana presente sul dritto: la pietà evocata dalla prima immagine si rivela un'illusione, e la religiosità apparente viene eclissata dalla sensualità concreta che esalta la carnalità del corpo di questa donna.
L'opera venne realizzata da Meytens poco prima del suo trasferimento alla corte viennese di Maria Teresa d'Austria. Alla corte dell'imperatrice non realizzò mai opere controverse come questa (dato che Maria Teresa non gradiva i nudi mitologici presenti nei suoi palazzi e li copriva quando poteva), bensì ritratti o scene della vita di corte. Pertanto, questo dipinto costituisce una sorta di unicum nella carriera del pittore, che forse, essendo un protestante convinto, intendeva semplicemente burlarsi del cattolicesimo.
Se si considerano i costumi dell'epoca, questo quadro mette in scena una trasgressione triplice, trattandosi di una scena di seduzione tra due donne (saffismo), tra delle religiose e tra una giovane e una vecchia, che nella seconda immagine coincide con lo spettatore. Il quadro è inoltre una testimonianza in ambito nordico dei "dipinti coperti" diffusi nel diciottesimo secolo, soprattutto nel regno di Francia: si trattava di tele che mostravano un'immagine normale e innocente da un lato, che in realtà ne copriva una maliziosa dipinta sull'altro, come per alcuni quadri di François Boucher. La maja vestida e La maja desnuda di Francisco de Goya y Lucientes sono un'evoluzione di questa categoria di pitture, essendo due tele separate.